# Meliosma simiarum
Meliosma simiarum är en tvåhjärtbladig växtart som beskrevs av Alwyn Howard Gentry. Meliosma simiarum ingår i släktet Meliosma och familjen Sabiaceae. Inga underarter finns listade.